# Vasile Udrea
Vasile Udrea (n. 1853, Sighișoara - d. 27 noiembrie 1928, Sighișoara) a fost un deputat în Marea Adunare Națională de la Alba Iulia, organismul legislativ reprezentativ al „tuturor românilor din Transilvania, Banat și Țara Ungurească”, cel care a adoptat hotărârea privind Unirea Transilvaniei cu România, la 1 decembrie 1918.

## Biografie
A fost cojocar, membru al Despărțământului Astrei.

## Activitate politică
A fost membru al Consiliului Național al Comitatului Târnava Mare. După 1918 a fost membru al Comitetului Național al Partidului Național Liberal (România).